# Kilnave Cross

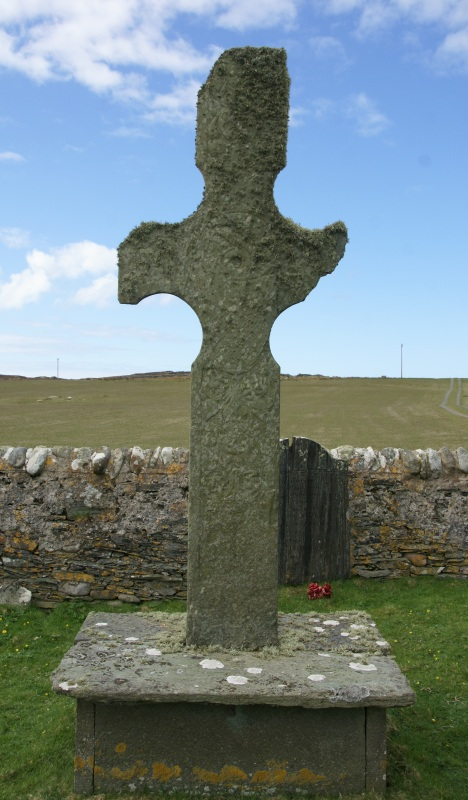
Het Kilnave Cross.

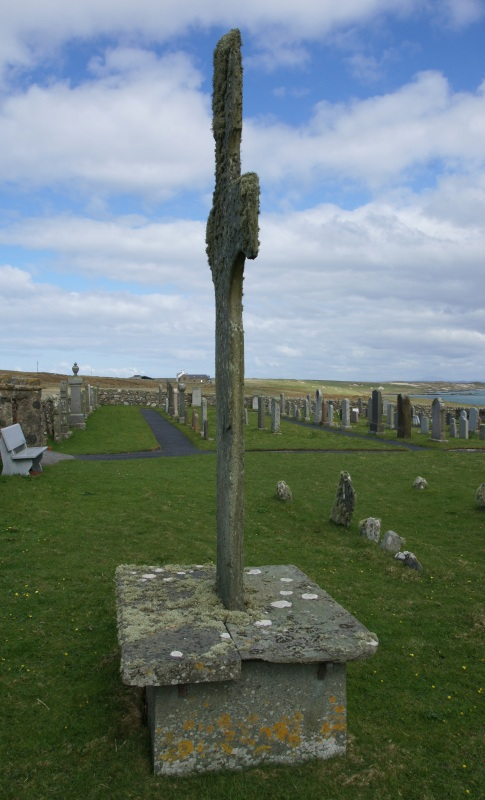
Het Kilnave Cross gezien vanuit het zuiden. Het kruis is slechts 65 millimeter dik.

Kilnave Cross is een vroegchristelijk, vrijstaand kruis, staande op de begraafplaats bij de Kilnave Chapel op Islay in de Schotse regio Argyll and Bute.

## Periode
Het Kilnave Cross is een vroegchristelijk kruis, waarschijnlijk uit de vijfde eeuw of achtste eeuw. Ook 750 n.Chr. wordt genoemd.
Het kruis werd gemaakt volgens de Ierse traditie. Aangezien deze traditie niet op Islay zelf werd ontwikkeld, is het aannemelijk dat de beeldhouwer deze manier van beeldhouwen in Ierland leerde.
In 1981 werd het kruis tijdelijk verwijderd. Hierbij bleek dat het kruis al eerder was verwijderd aangezien het onderste deel was afgebroken en was vastgezet in de basis waarin het kruis stond.

## Omschrijving
Het Kilnave Cross is vrijstaand en heeft geen ring. De basis van gereconstrueerd uit de originele stenen. Het staat op de begraafplaats, zeven meter van de westzijde van Kilnave Chapel vandaan. Het kruis werd gemaakt van lokale rots, bekendstaand als Torridonian.
Het kruis is 2,63 meter hoog boven de grond. Het niet zichtbare deel van het kruis is 0,72 meter lang.
De schacht van het Kilnave Cross is gemiddeld 0,39 meter breed. Het kruis is 65 millimeter dik. De spanne van de armen was 1,04 meter, maar 35 millimeter van het uiteinde van de noordelijke arm is afgebroken.
Een groot deel van de versiering van het kruis is verdwenen en delen van de armen van het kruis missen. Op de plaats waar de armen bevestigd zijn, is het kruis halfrond van vorm. Enkel het oostelijk deel van het kruis was versierd.
De versiering van het Kilnave Cross lijkt op de versiering die wordt aangetroffen op de oostzijde van het Kildalton Cross. De versieringen lijken ook op de versieringen aangetroffen op het Keills Cross.